# Catedral de Manglisi
La Catedral de Manglisi o Iglesia de la Santísima Virgen María ( idioma georgiano: მანგლისის სიონი ) es un templo ortodoxo activo en Georgia. Construido en los años 330, es uno de los edificios cristianos más antiguos del país. En el pasado, era famoso por una reliquia notable, parte de la Cruz de Cristo. En el siglo XXI, es conocido por sus pinturas medievales. Reconocido como un monumento de Georgia, es un popular destino turístico nacional.

## Historia
La primera mención de la iglesia de piedra en Manglisi se remonta a los años 330. Según las descripciones del historiador georgiano Leonti Mroveli, Manglisi, en el siglo IV, fue una de las ciudades más grandes de la región histórica de Kvemo Kartli. El rey georgiano Mirian III, adoptando el cristianismo, le pidió al emperador bizantino Constantino I grandes reliquias para la consagración de nuevas iglesias. El obispo John de Kartli, que regresaba de Constantinopla con relicarios, construyó por primera vez la Iglesia de la Santa Cruz en Manglisi, lo que molestó al rey, que quería tener reliquias en su capital Mtsjeta.
La reliquia principal de la iglesia Manglisi en ese momento era parte de la Vera Cruz, es decir, el pedestal sobre el que Cristo descansaba sus pies en el momento de la crucifixión. Una prueba superficial del significado de la Catedral de Manglisi es el hecho de que en el siglo V uno de los obispos georgianos se llamaba "el cuarto con Manglisi", es decir, en ese momento ya había un obispado separado en esta ciudad. En el siglo VI, la catedral de Manglisi se hizo famosa fuera del país, los cristianos de la vecina Armenia hicieron una peregrinación a ella. Sin embargo, después de la división entre la iglesia armenia y la georgiana, que ocurrió en 607-608, prohibieron a los armenios peregrinar a Mtsjeta y Manglisi. En la década de 620, el emperador bizantino Heraclio, que pasaba por Kartli durante su campaña contra Persia, tomó la reliquia de la Cruz de la catedral de Manglisi, privando así no solo a la catedral, sino a todo el cristianismo georgiano de una de las reliquias más veneradas.

En 1002, se reformó la catedral. La parte oriental de la catedral, las puertas de entrada y la ornamentación de las paredes pertenecen al siglo XI. La pintura de la cúpula también pertenece a esa época. En 1852, la administración rusa blanqueó el interior de la catedral que destruyó totalmente la pintura al fresco. La cerca de la catedral y un campanario construido en ella se construyeron en ese momento. Hay un rastro de la arquitectura rusa en la decoración de la catedral. En el patio de la catedral hay muchas tumbas de los siglos XVIII-XIX.

## Descripción
El conjunto arquitectónico de la catedral de Manglisi incluye un templo, un campanario construido por separado, un cementerio, las ruinas de antiguos edificios económicos y una cerca.
La Catedral de Manglisi está cubierta por una cúpula en un tambor octagonal. Tiene dos entradas - occidental y sur. La entrada occidental está abierta en el centro del ábside. La entrada sur es asimétrica, su arco está desplazado hacia la pared oeste. La catedral tiene luz natural, que entra por las ventanas estrechas en el tambor de su cúpula. El ala este del edificio está alargada y conectada al volumen central de la catedral por un pasaje. El altar y la cruz están en la parte oriental del templo. El altar está separado de la parte principal del templo con un iconostasio de madera de nogal. La catedral de Manglisi está coronada por una cúpula central, sostenida por tres arcos: el norte, el oeste y el sur. La cúpula tiene una forma cónica, cubierta (como otras partes del techo) con tejas, completada con una cruz de hierro, que data del siglo XIX.